# Goddess of Victory: Nikke
Goddess of Victory: Nikke oder kurz NIKKE ist ein Third-Person-Shooter Action-Rollenspiel und Gacha-Game des südkoreanischen Entwicklerstudios Shift Up unter dem Publisher Level Infinite. Im Spiel geht es um die postapokalyptische Zukunft der Menschheit, die von den Raptures, autonome Kriegsmaschinen, an den Rand ihrer Existenz getrieben wird. Die Zivilisation überlebt nur in der Arche, einer unterirdischen Stadt, und dank der konsequenten Verteidigung durch weibliche Cyborg-Supersoldaten, die sogenannten Nikke, benannt nach der griechischen Siegesgöttin Nike. Der Spieler schlüpft in die Rolle des Kommandanten, der eine Gruppe Nikke in die Schlacht führt, verwaltet und betreut. In den Schlachten steuert der Spieler die jeweils ausgewählten Nikke selbst.
Goddess of Victory: Nikke ist ein Free-to-play-Game, das sich durch In-App-Käufen u. a. nach dem Gacha-Prinzip finanziert. Im ersten Monat konnte es so bereits 70 Millionen Dollar Umsatz erzielen.

## Handlung
In Goddess of Victory: Nikke wurde die Erde von außerirdischen mechanischen Kreaturen, den Raptures, angegriffen und ihre Oberfläche fast komplett zerstört. Die Überlebenden haben sich unter die Erdoberfläche zurückgezogen und dort die Arche als letzten Zufluchtsort erbaut. Von dort leitet die Zentralregierung die Ausbildung des Militärs, die Verteidigung der Arche und die Rückeroberungsversuche der Oberfläche. Wichtigste Partner der Regierung sind die privaten Militärunternehmen Elysion, Missilis und Tetra, die jeweils eigene Nikkes herstellen, die für die Menschheit als Soldaten den Krieg gegen die Raptures führen. Die Nikke sind freiwillige und strafällige Frauen der Arche, die zu Cyborgs umgerüstet werden und so große Kampfkraft erlangen, aber dafür in der Regel den Befehlen des Militärs und der CEOs der Militärunternehmen untergeordnet sind.
Die Geschichte beginnt mit dem Spieler als Kommandanten, der die Militärakademie frisch abgeschlossen hat und seinen eigenen Trupp Nikke zugeteilt bekommt. Im Laufe der Geschichte entwickelt er Sympathien für die Nikke und er wird zum Befürworter ihrer Emanzipation; Nikke werden nämlich als Eigentum des Militärs betrachtet und besitzen keine eigenen Rechte mehr, trotz ihrer menschlichen Grundnatur. Nikke, die sich nicht vollständig unterordnen können, leben meistens am Rande der Gesellschaft in Slums, werden im Rehabilitationszentrum weggesperrt, organisieren sich in Terrorzellen, die Gleichberechtigung fordern oder verstecken sich auf der Oberfläche.

## Hintergrund
Shift Up hat im Jahr 2017 mit der Entwicklung von Goddess of Victory: Nikke begonnen und das Spiel hatte seinen Release 2022 für Android und iOS. 2023 folgte eine Windows-Version. Publisher ist bei allen Versionen Level Infinite, eine Marke von Tencent Games. Ursprünglich sollte es sich um einen First Person Shooter handeln, aber dann wurde eine Third-Person-Perspektive eingeführt, damit die Nikke während der Schlacht sichtbar bleiben. Bei der Entwicklung wurde sich für den Anime-Stil und die intensive Verwendung von Live2D entschieden, einer lebendigen 2D-Animationstechnik, damit der Sexappeal der Nikke betont wird.
Das Spiel besitzt eine englische, japanische und koreanische Vertonung und als neben Englisch einzige europäische Sprache auch Bildschirmtext auf Deutsch.

### Crossover
Neben hauptsächlich eigenen Charakteren, gibt es seit 2023 auch Crossover mit anderen Franchises, wie Chainsaw Man, Nier: Automata, Re:Zero – Starting Life in Another World und Neon Genesis Evangelion.

## Gameplay

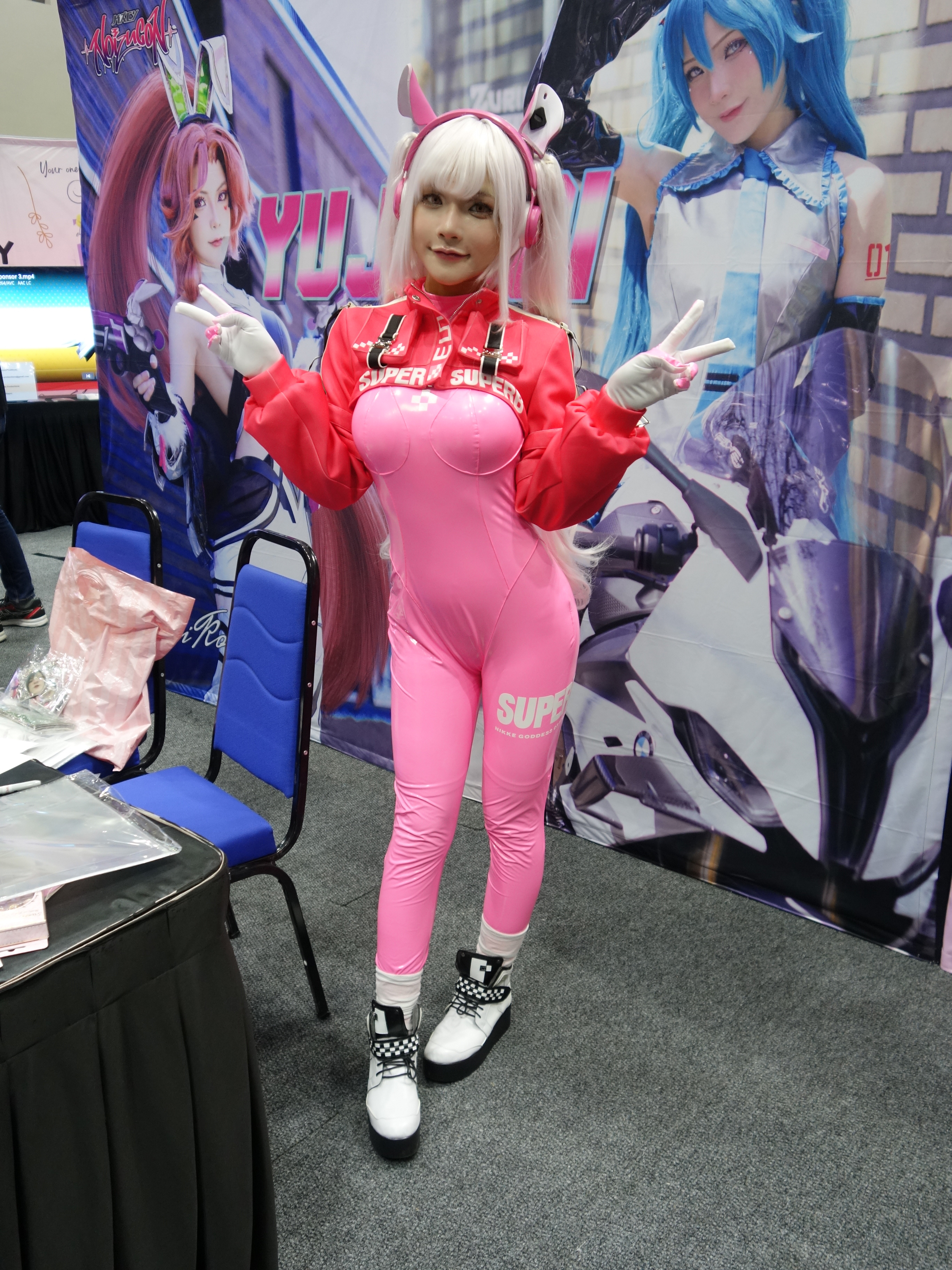
Vietnamesische Cosplayerin Yuji Koi im Kostüm der Nikke Alice, einer der bekanntesten Charaktere des Spiels.

Das Spiel deckt mehrere Genres ab – In der Verwaltung der Nikke ist es ein RPG und ein Gacha-Game, denn der Spieler arbeitet daran, seine Nikke aufzuleveln und ihre Ausrüstung und Fähigkeiten zu verbessern, sowie weitere Nikke zu rekrutieren. Die Rekrutierung der Nikke erfolgt entweder nach der Wunschliste des Spielers, oder nach aktuellen Events. Es gibt drei unterschiedliche Seltenheitsstufen: R – häufige, bei der Community eher unbeliebte und im Design nicht so ansprechende Nikke, die aufgrund einer Level-Beschränkung im Kampf auch nicht so nützlich sind; SR – meist hübscher designte Nikke, die keine Levelbeschränkung besitzen, aber meist trotzdem nicht besonders nützlich sind; und die seltenen SSR, die beliebtesten und stärksten Nikke, die im Kampf eigene Spezialanimationen besitzen und den Kern der Sammlung bilden (Waifus). SSR-Nikke können unbegrenzt verstärkt werden und ihre Beziehung lässt sich bis Stufe 30 führen.
Bei der Betreuung der Nikke gibt es Elemente des Dating-Sim, denn der Spieler versucht, die Beziehung mit den Nikke zu verbessern und er verteilt Geschenke und führt Dialoge. Eine intensivere Beziehung verstärkt die jeweilige Nikke und schaltet zusätzliche Events frei, die In-Game-Währung gewähren.
Die Schlachten, in denen die Nikke eingesetzt werden sind Shooter, der Spieler übernimmt die Kontrolle von bis zu fünf Nikke gleichzeitig und schießt von einer festen Position auf die angreifenden Raptures. Dabei muss er teilweise im richtigen Moment in Deckung gehen, Spezialangriffe von Bossgegnern abwehren und die Fähigkeiten der Nikke nutzen. Die Aufstellung des Nikke-Trupps ist komplex – es gibt Nikke mit verschiedenen Spezialisierungen, denn sie unterscheiden sich nicht nur in ihrer Bewaffnung (Maschinengewehr, Maschinenpistole, Schrotflinte, Scharfschützengewehr, Gatling-Gun und Raketenwerfer), sondern auch in ihrer Rollenverteilung (Angriff, Verteidigung, Spezial) und in ihrem Element (Feuer, Wasser, Luft, Metall, Elektro), das nach dem Schere-Stein-Papier-Prinzip funktioniert. Jede Nikke besitzt dabei drei individuelle Fähigkeiten, Burst Skills, die passiv oder aktiv benutzt werden. Die Spezialfähigkeit ist immer aktiv auszulösen und ist je nach Nikke ein Burst-I-, Burst-II- oder Burst-III-Skill. Die meisten Nikke besitzen eine eigene kurze Animation, die beim Burst-Skill gezeigt wird. Die seltensten Nikke (SSR) haben meistens die aufwendigsten und anzüglichsten Animationen. Wenn der Spieler alle drei Burst-Stufen direkt hintereinander auslöst, startet der Full Burst Mode, in dem alle Nikke gleichzeitig auf das gleiche Ziel feuern und sich der vom Spieler zugefügte Schaden maximiert.